# Yang Xiaodu

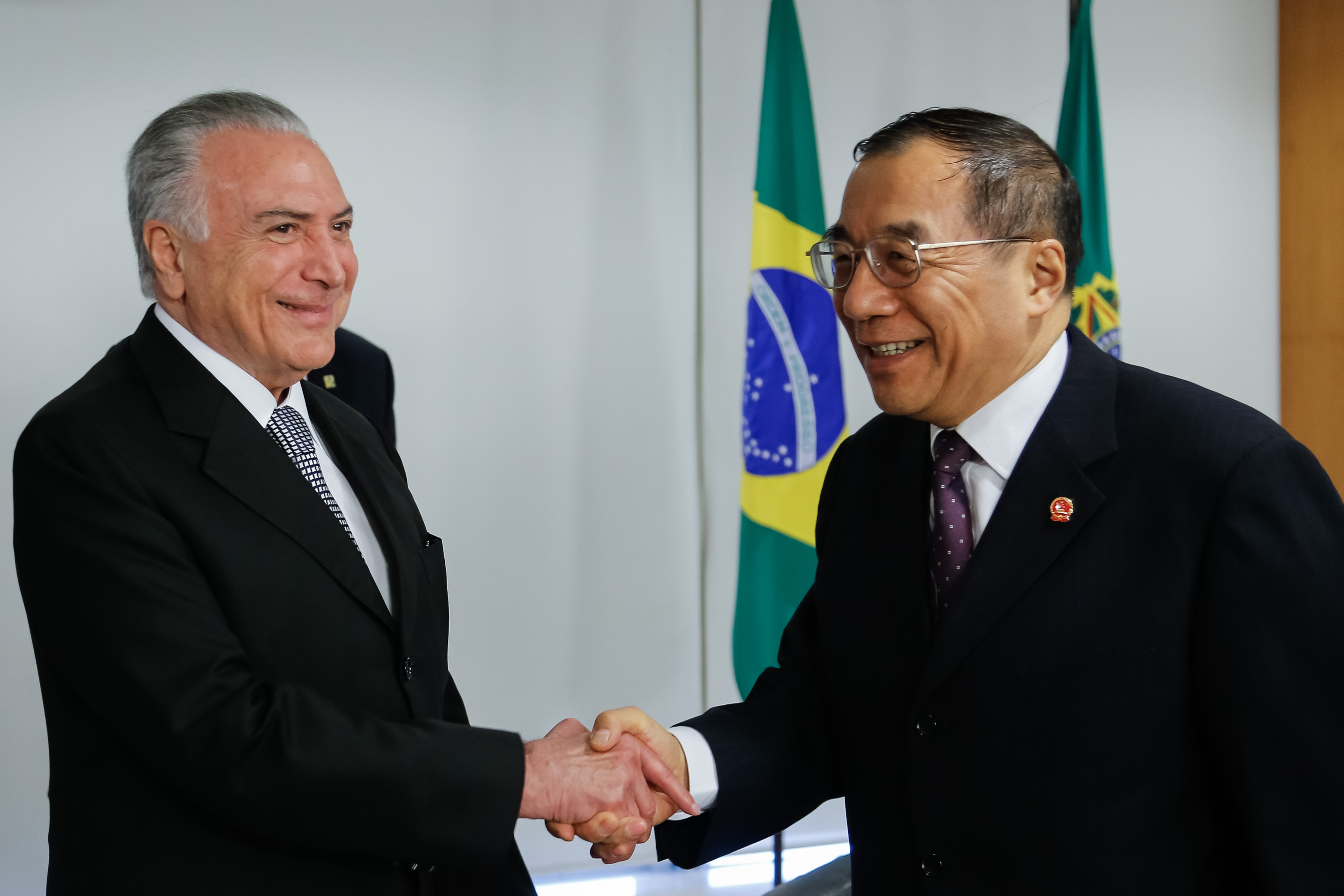
Yang Xiaodu com Michel Temer no Brasil

Yang Xiaodu (chinês simplificado: 杨晓渡, pinyin: Yáng Xiǎodù ; Xangai – 26 de outubro de 1953) é um político chinês, diretor da Comissão Nacional de Supervisão e membro do Politburo do Partido Comunista Chinês. Ele serviu em Xangai e no Tibete durante o início de sua carreira política. Desde 2014, ele também é vice-secretário da Comissão Central de Inspeção Disciplinar (CCDI), o principal órgão anticorrupção do Partido Comunista Chinês (PCC).

## Biografia
Em 1970, durante a Revolução Cultural, ele foi enviado para o trabalho manual de jovens no condado de Taihe, província de Anhui. Em setembro de 1973, ele começou a estudar na Universidade de Medicina Tradicional Chinesa de Xangai. Ele se formou em 1976 e começou a trabalhar na província de Nagqu, no Tibete, para uma empresa farmacêutica. Em 1984, foi nomeado secretário do partido do Hospital Nagqu. Em setembro de 1986, Yang foi nomeado vice-comissário (equivalente a vice-prefeito) de Nagqu. Em dezembro de 1992, foi nomeado vice-secretário do partido na prefeitura de Chamdo.
Em 1995, foi nomeado chefe do departamento financeiro da Região Autônoma do Tibete. Em maio de 1998, tornou-se vice-presidente da Região Autônoma do Tibete, ascendendo pela primeira vez ao posto de subprovincial. Em 2001, ele retornou à sua cidade natal, Xangai, e tornou-se vice-prefeito. Ele estudou teoria jurídica na Escola do Partido Central enquanto trabalhava no Tibete.
Em outubro de 2006, foi nomeado membro do comitê municipal permanente do Partido em Xangai e chefe do Departamento municipal da Frente Unida; em maio de 2012, foi nomeado chefe da Comissão de Inspeção Disciplinar de Xangai. Em novembro de 2013, tendo atingido a idade de reforma dos funcionários de nível sub-provincial, foi nomeado chefe da 3.ª Equipa de Inspeção, responsável pelo trabalho anticorrupção no Ministério de Terras e Recursos. Em janeiro de 2014, foi eleito Secretário Adjunto da Comissão Central de Inspeção Disciplinar.
Em 25 de dezembro de 2016, Yang foi nomeado Ministro da Supervisão, a oitava e mais velha pessoa a ocupar o cargo desde a fundação da República Popular.
Em 18 de março de 2018, Yang foi eleito diretor inaugural da Comissão Nacional de Supervisão.
Yang é membro do 19º Politburo do Partido Comunista Chinês e da 19ª Comissão Central de Inspeção Disciplinar.